# 秋山完
秋山 完（あきやま かん）は日本のSF作家。性別は男性。著作のプロフィールには「滋賀県大津市・琵琶湖畔に住む、山羊座のB型」「趣味は船の観察（シップウォッチング）。古き良きアメリカが大好き」とある。
SF系の老舗同人グループ『星群の会』の出身者。日本SF作家クラブ会員。

なお、サラリーマンと掛け持ちの兼業作家（本人は「内職作家」と称している）であった。

2012年3月現在は勤務先を退職し、文筆業に専念している

## 作風
デビュー以来一貫して「なつかしき未来」（ノスタルジック・フューチャー）をテーマにひとつの世界の様々な時代、場所を舞台とした物語を発表している。作品は非常にメルヘンチックでリリカルな側面と深い人間描写に支えられている。
作風は基本的にスペースオペラを基調としているが、主人公となるのは従来のスペースオペラではほとんど着目されていなかった立場・役割・職業の人々である。また、テーマとして「戦争の後始末」や「虐げられたる者の抵抗」あるいは「戦争という現象そのものに対する戦い」を描くなどの試みがなされており、この点は特に秋山完の作風として注目に値する箇所であろう（このことは『シリ－・ウォーズへの道　私製ガイドブック』でも強調して述べられている）。

例えば、『リバティ・ランドの鐘』は軍事集団の作戦行動に巻き込まれた宇宙遊園地の接客用アンドロイド達が人間を守るために軍事集団と戦う物語であるし、『ペリペティアの福音』の主人公の職業は星間戦争で戦死した人々を弔う葬祭業者である。
また植物に関する知識も深く、作品中で植物が物語の根幹に関わる設定を用いることもある。（『ラストリーフの伝説』、『ファイアストーム』等）
なお、作中世界における「銀河標準語」は日本語である 。

## 作品リスト
『プリンセスの義勇海賊』以外の作品は朝日ソノラマのソノラマ文庫より発行されている。
以下のリストの数字は作品の発行順であるが、物語世界内での時間軸通りの並びではない。（例えば『プリンセスの義勇海賊』は時系列的には『ペリペティアの福音』の前に起きた事件を描いている）
1. 『ラストリーフの伝説』1995年3月31日発行　イラスト：弘司
2. 『リバティ・ランドの鐘』1996年1月31日発行　イラスト:鈴木雅久
3. 『ペリペティアの福音 上—聖墓編』1998年1月31日発行　イラスト:結賀さとる
4. 『ペリペティアの福音 中—聖誕編』1998年8月31日発行　イラスト:結賀さとる
5. 『ペリペティアの福音 下—聖還編』1999年8月20日発行　イラスト:結賀さとる
6. 『ファイアストームー火の星の花嫁ー』2000年10月31日発行　イラスト:槻城ゆう子
7. 『天象儀の星』2001年3月31日発行　イラスト:草彅琢人
8. 『吹け、南の風 星戦の熾天使（セラフィム）』2001年12月30日発行　イラスト:小菅久実
9. 『吹け、南の風2 星海の襲撃者』2002年4月30日発行　イラスト:小菅久実
10. 『吹け、南の風3 開戦への序曲』2003年04月30日発行　イラスト:小菅久実
11. 『プリンセスの義勇海賊（シュバリエ）』2005年10月30日発行　イラスト:結賀さとる（この作品のみソノラマノベルスより発行。ソノラマノベルスは朝日ソノラマの出版している新書のレーベルである。）

## 補足事項
- 『ペリペティアの福音』は、第31回（2000年）星雲賞日本長編部門の参考候補作に挙げられた。
- 『天象儀の星』は短編集。表題作「天象儀（てんしょうぎ）の星」の他に「まじりけのない光」「ミューズの額縁」「王女様の砂糖菓子（アルフェロア）」「光響祭」を収録している。なお、天象儀とはプラネタリウムの和訳である。

## 関連資料
- 『シリー・ウォーズへの道 私製ガイドブック』（2000年・同人誌）

秋山完自身の筆による同人誌。作品の世界観や設定等が詳細に解説されている。200部限定発行の希少本であり、現在はまず入手不可能である。ただし、内容の大部分は外部リンク先の『秋山完ホームページ』の「Column」にて再録されており、そちらで読むことができる。
- 「AKI-KAN●TIMES」各号（秋山完自身の筆による情報紙。日本SF大会などで本人が配布していた。）
- 『秋山完元ネタ集2003』（ジルーネ様の猫小屋・2003年・同人誌）

ファンによる作品中の用語等の元ネタ解説の同人誌。